# Monotoma quadricollis
Monotoma quadricollis är en skalbaggsart som beskrevs av Aubé 1837. Monotoma quadricollis ingår i släktet Monotoma, och familjen gråbaggar. Arten är reproducerande i Sverige.